# Camaron Cheeseman
Camaron Cheeseman (New Albany, 26 aprile 1998) è un giocatore di football americano statunitense che milita nel ruolo di long snapper per il Washington Football Team della National Football League (NFL).

## Carriera
Al college Cheeseman giocò a football a Michigan. Fu scelto nel corso del sesto giro (225º assoluto) nel Draft NFL 2021 dal Washington Football Team. Debuttò come professionista nella gara del primo turno contro i Los Angeles Chargers.